# Hesperantha coccinea
Hesperantha coccinea là một loài thực vật có hoa trong họ Diên vĩ. Loài này được (Backh. & Harv.) Goldblatt & J.C.Manning miêu tả khoa học đầu tiên năm 1996.